# 大尾深水鼬魚
大尾深水鼬魚，为輻鰭魚綱鼬魚目鼬魚科的其中一種，分布於西太平洋區，包括日本、臺灣及新喀里多尼亞等海域，屬深海魚類，不具有經濟價值。